# Baños de la Reina
Baños de la Reina  est un site archéologique de l'Empire romain situé dans la commune de Calp (comarque de Marina Alta) dans la province d'Alicante,.
Il a été classé Bien d'intérêt culturel en 2017.

## Historique

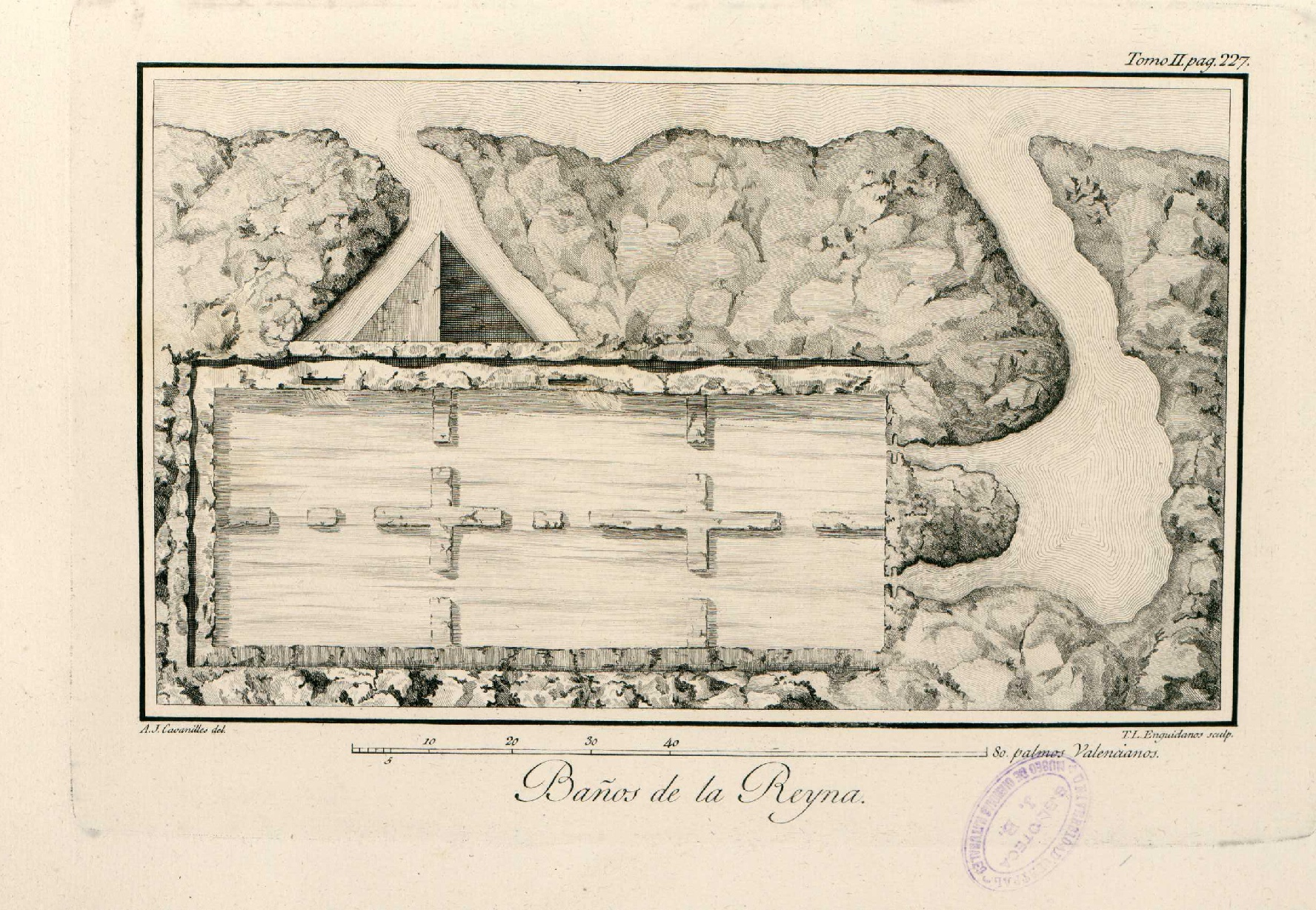
Représentation graphique des viviers réalisé par Cavanilles en 1797.

Il s'agit d'un palais romain (et non d'une simple villa romaine circulaire ou domus) composé d'un couloir, d'un patio et de huit pièces. Sa profusion de marbres et de mosaïques révèle qu'elle appartenait à une personne au fort pouvoir d'achat. Entre autres éléments, près de la côte se trouvent des bassins artificiels creusés dans la roche destinés à la pisciculture et au salage ultérieur du poisson, des sources chaudes, une noria et quatre citernes. Ses 0,39 ha constituent également une micro-réserve végétale. La maison et son bâtiment thermal ont été construits à la fin du IIe ou au début du IIIe siècle et abandonnés au début du Ve siècle.

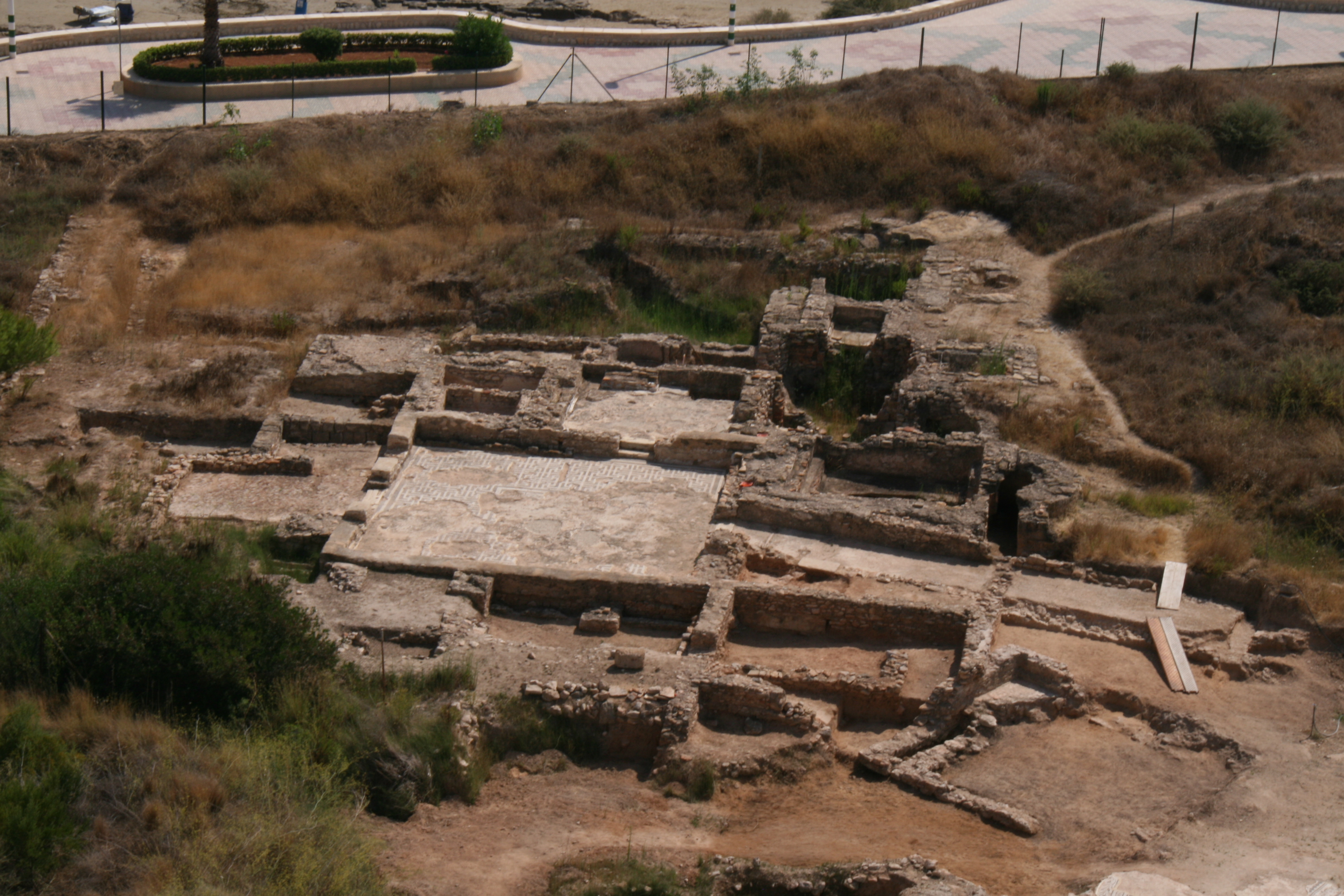
Détail d'une habitation romaine.

Les structures ont été localisées en 1610 par Gaspar Escolano (es) et fouillées les 18 et 19 mai 1792 par Antonio José Cavanilles. Sa découverte a été publiée dans la Gazeta de Madrid.
Après les fouilles de septembre 1965 menées par Manuel Pellicer Catalán (es) et, surtout, après les fouilles (certaines de récupération) réalisées entre 1993 et 1999, le plan du complexe fut finalisé, s'identifiant comme un vicus de trois maisons dont l'orientation économique était la production de vin, la pêche, la production de garum (sauce de poisson), la salaison et l'extraction de pierres. Six tombes ont été trouvées.
La signature d'un accord entre la Députation provinciale d'Alicante et Calpe est prévue pour consolider les vestiges archéologiques avec la collaboration du Musée archéologique d'Alicante.

## Description
Le site est composé d'un grand nombre d'installations domestiques, résidentielles, funéraires, productives, etc., situées entre la côte et les salinas de Calpe (es), sur la bande terrestre de la crique d'Ifac, entre le rocher et l'actuel centre urbain, qui s'est étendue le long de la côte, de sorte qu'aujourd'hui le site est complètement urbanisé et intégré au tissu urbain. Il a un développement temporel, au moins, du IIe  au  VIIe siècle, mais avec un habitat prouvé dans la zone depuis l'âge du bronze jusqu'à nos jours et de manière ininterrompue, compte tenu des conditions naturelles et économiques de la baie et de la superficie du territoire.

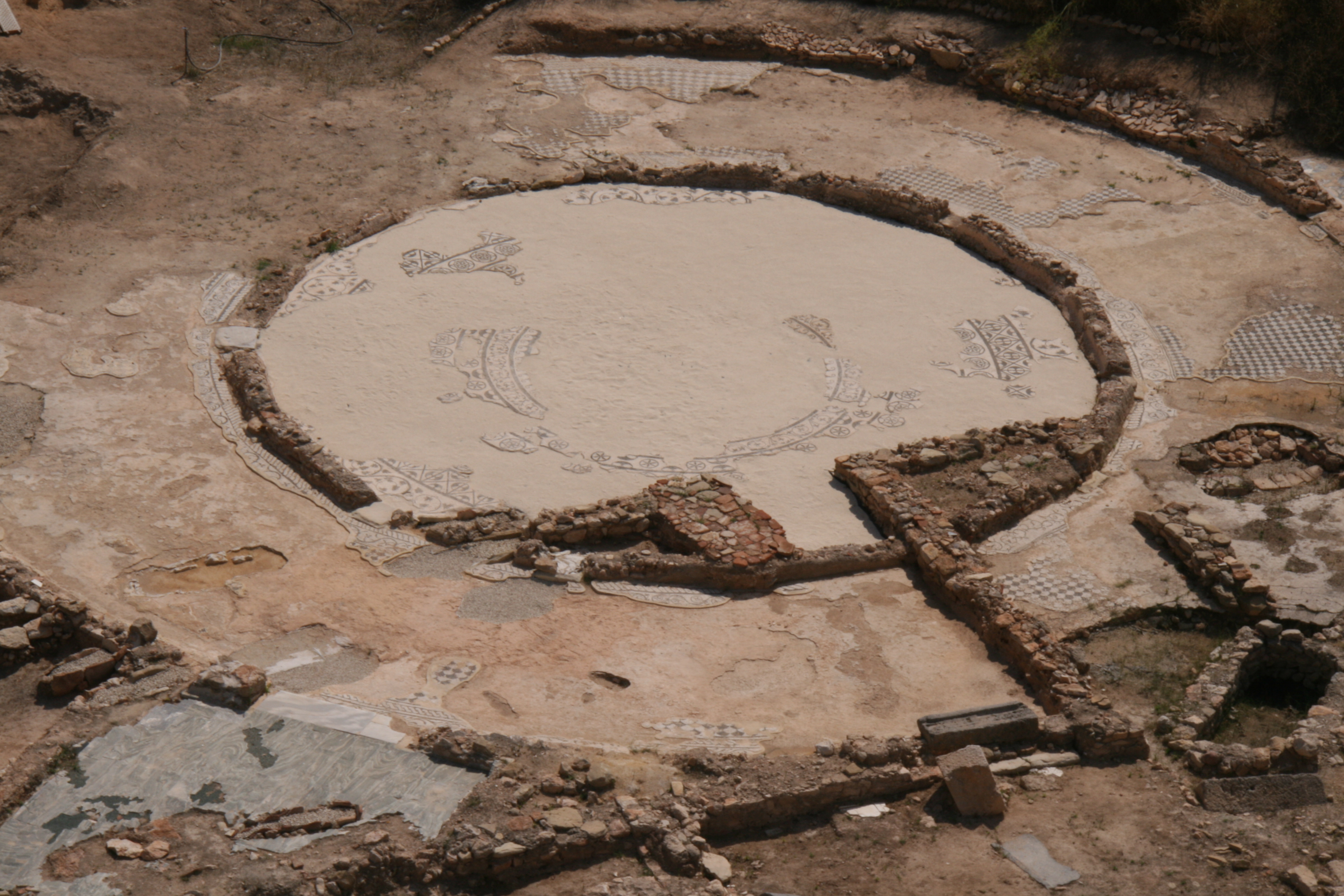
Détail de la maison romaine.

Actuellement, la partie visible fait partie d'un vicus ou d'un manoir de la période romaine tardive, qui commence par une zone résidentielle ou des pars urbana réalisés avec des matériaux luxueux provenant de tout l'Empire romain, à côté desquels plusieurs bâtiments de la pars rustica, mettant en valeur une noria creusée dans la roche et une ferme piscicole, toutes deux creusées dans un cordon rocheux côtier, qui, au fil du temps, change de fonction et est en partie conservée dans une nécropole romaine tardive de typologie et de rite nord-africain. Le mouillage naturel et sûrement de nombreux vestiges archéologiques de l'époque romaine documentés autour des salines font également partie du site.

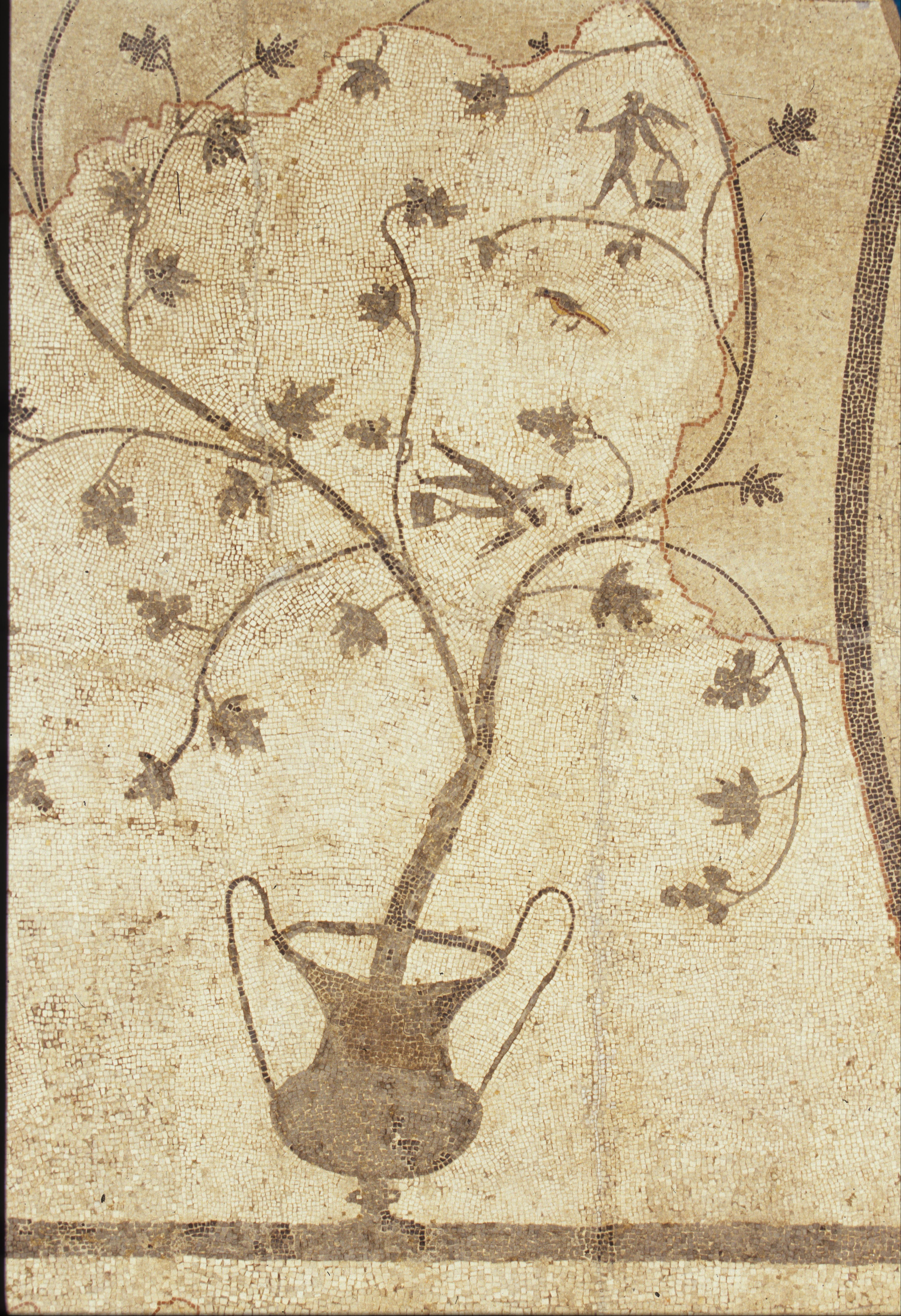
Mosaïque découverte par Cavanilles.

L'urbanisation de la zone depuis la fin des années 1950 a fait qu'une grande partie du site a été affectée par la construction de chalets, époque à laquelle sont issues les fouilles de Pellicer en 1965, qui ont récupéré une partie des mosaïques découvertes par Antonio José Cavanilles au XVIIIe siècle, et qui sont actuellement déposés au musée archéologique d'Alicante. Le développement urbain des années 1980 et 1990 a impliqué la construction de routes qui a entraîné la destruction d'une grande partie du site, essentiellement sa partie périphérique, et parfois sa zone centrale.

## L'ancienne ferme piscicole

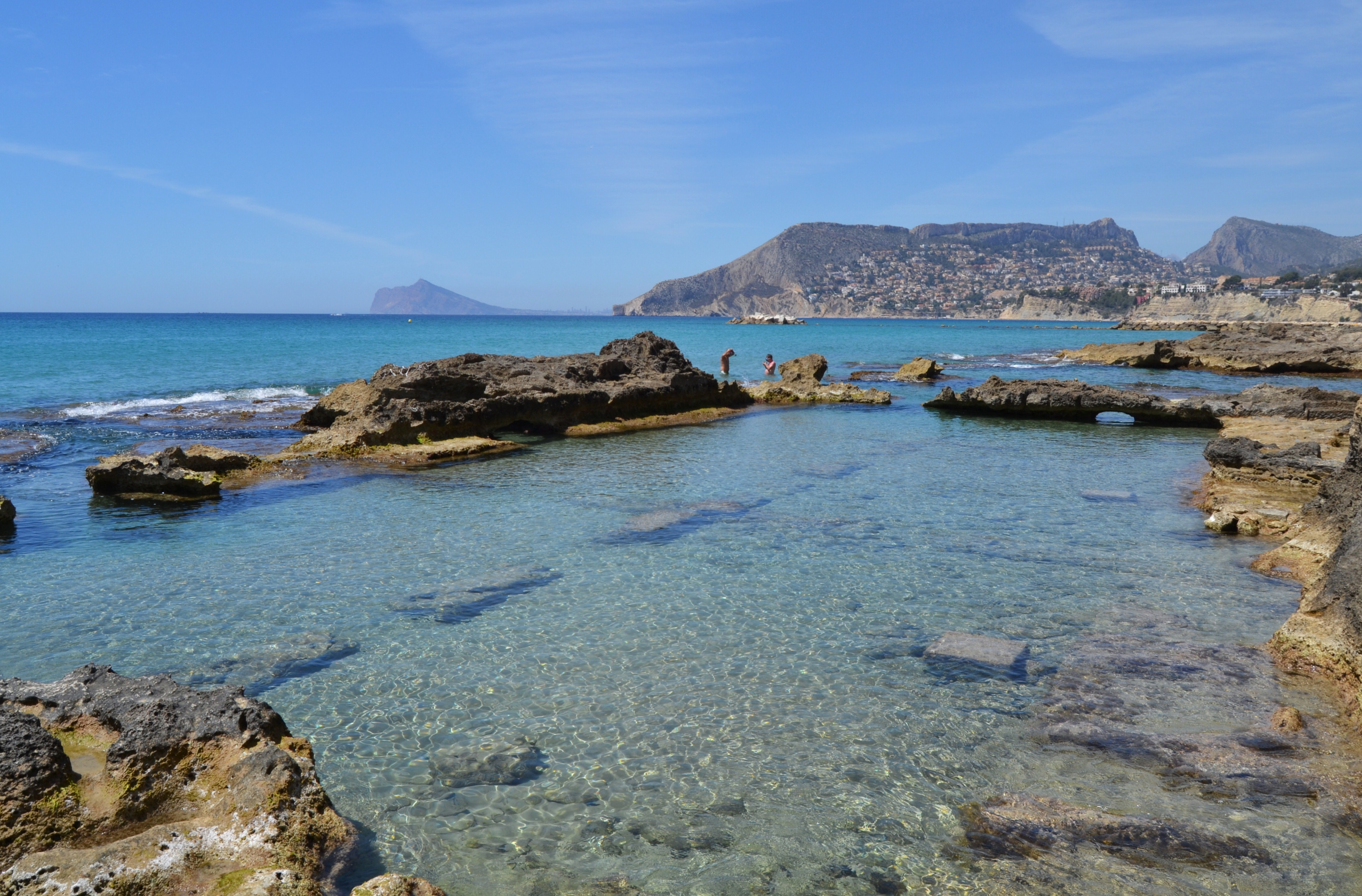
Pisciculture romaine.

Cette structure était destinée à maintenir les poissons en vie et à approvisionner la population de Baños de la Reina en poisson frais, même si, compte tenu de ses caractéristiques, son utilisation comme jardin aquatique pour la contemplation de la beauté marine n'est pas exclue. Il est creusé dans le  tuf calcaire littoral, formant un rectangle d'une superficie de 165 m2 (19,75 × 8,50 m), son intérieur étant subdivisé en six viviers reliés entre eux par une ouverture. L'entrée de l'eau de mer se faisait par quatre canaux, également creusés dans la roche, deux situés au sud et deux à l'est, qui permettaient l'accès à tous les viviers. Les embouchures des canaux étaient fermées par des portes en bronze ou en plomb pour laisser passer l'eau et empêcher les prises de s'échapper. Les bassins représentaient des travaux coûteux à entretenir, encore plus coûteux que la villa elle-même, mais leur présence augmentait considérablement la valeur de la propriété ainsi que le rang social de son propriétaire.

## Galerie

Musée d'Histoire de Calp
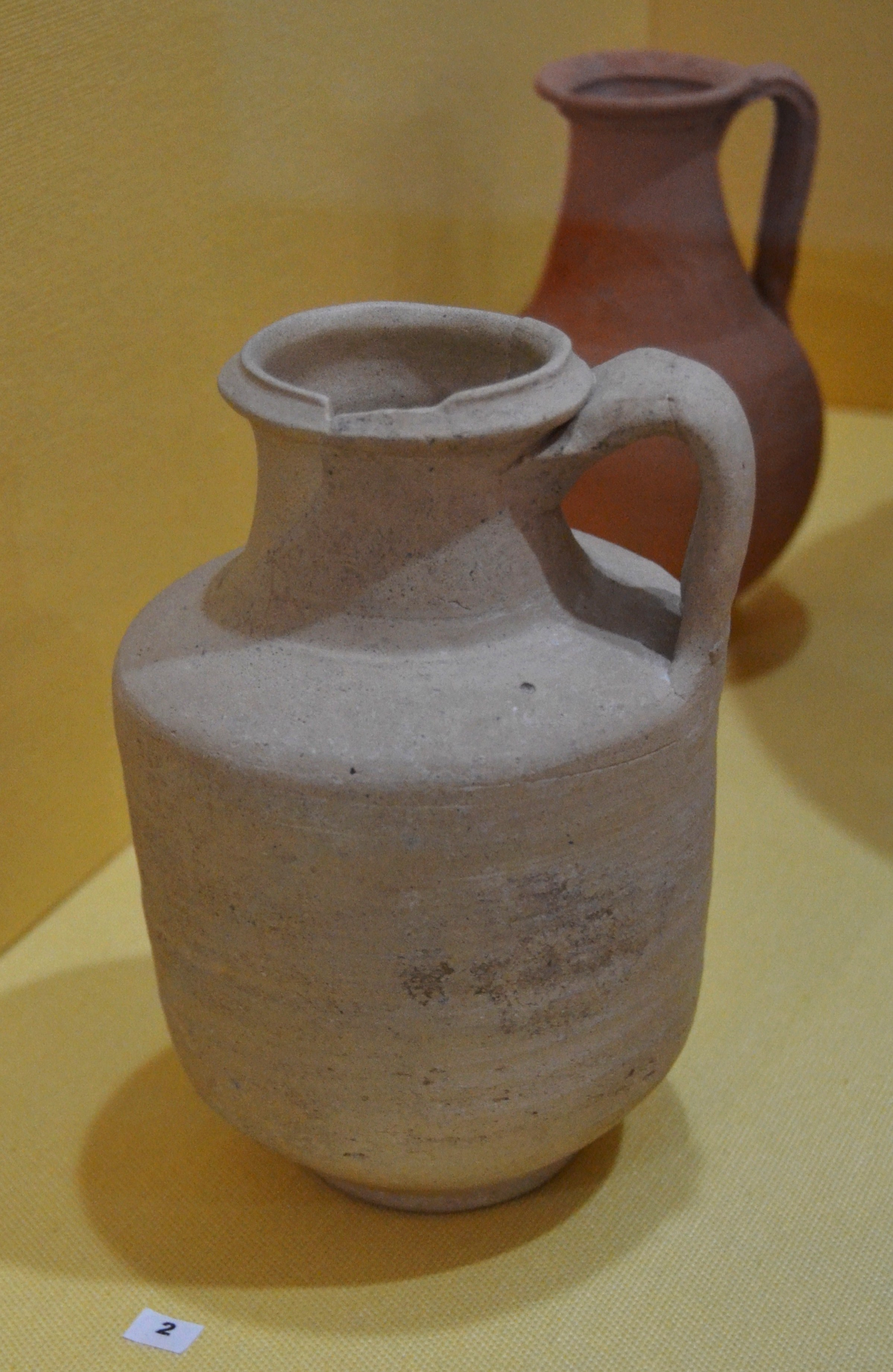
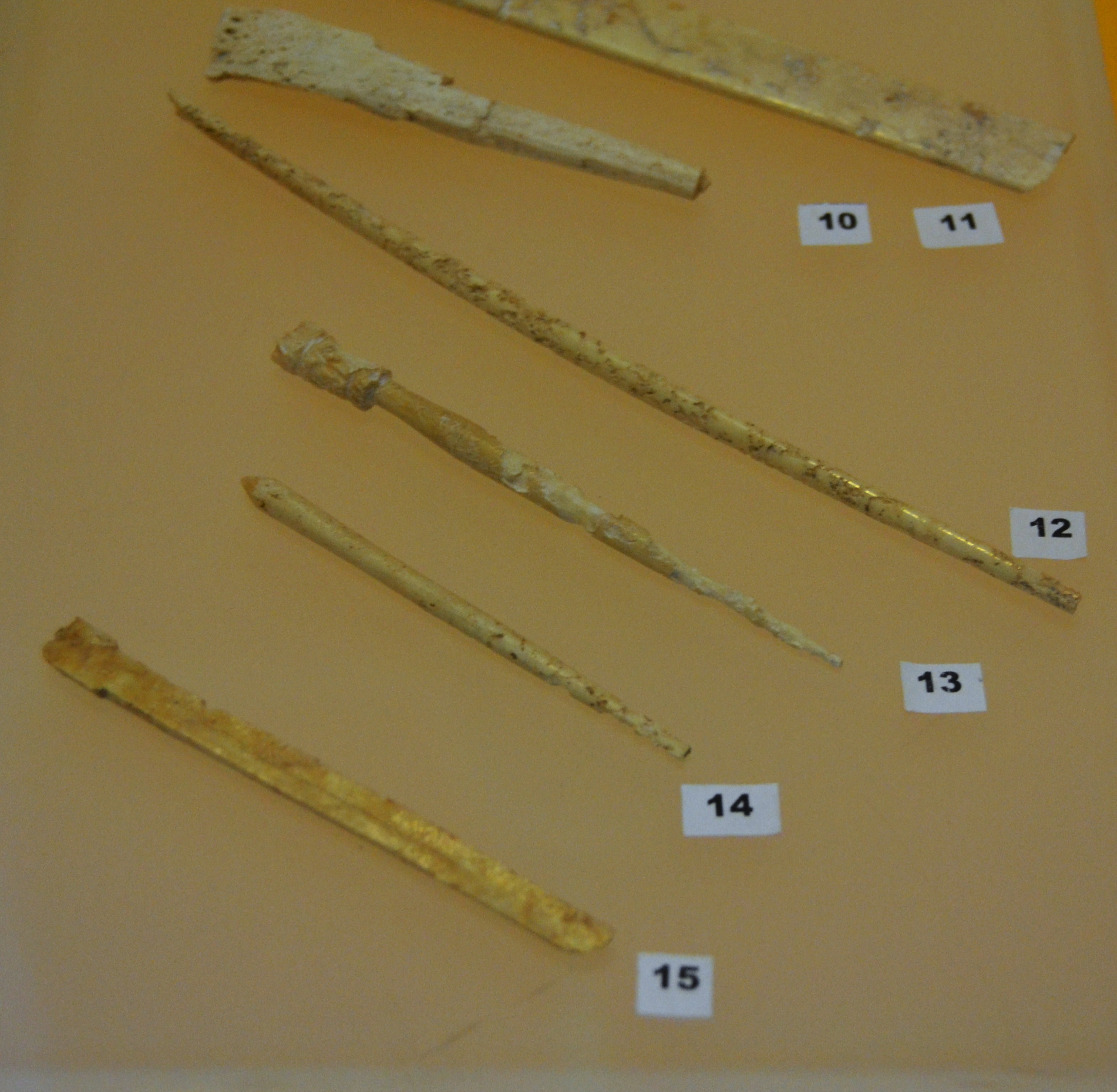
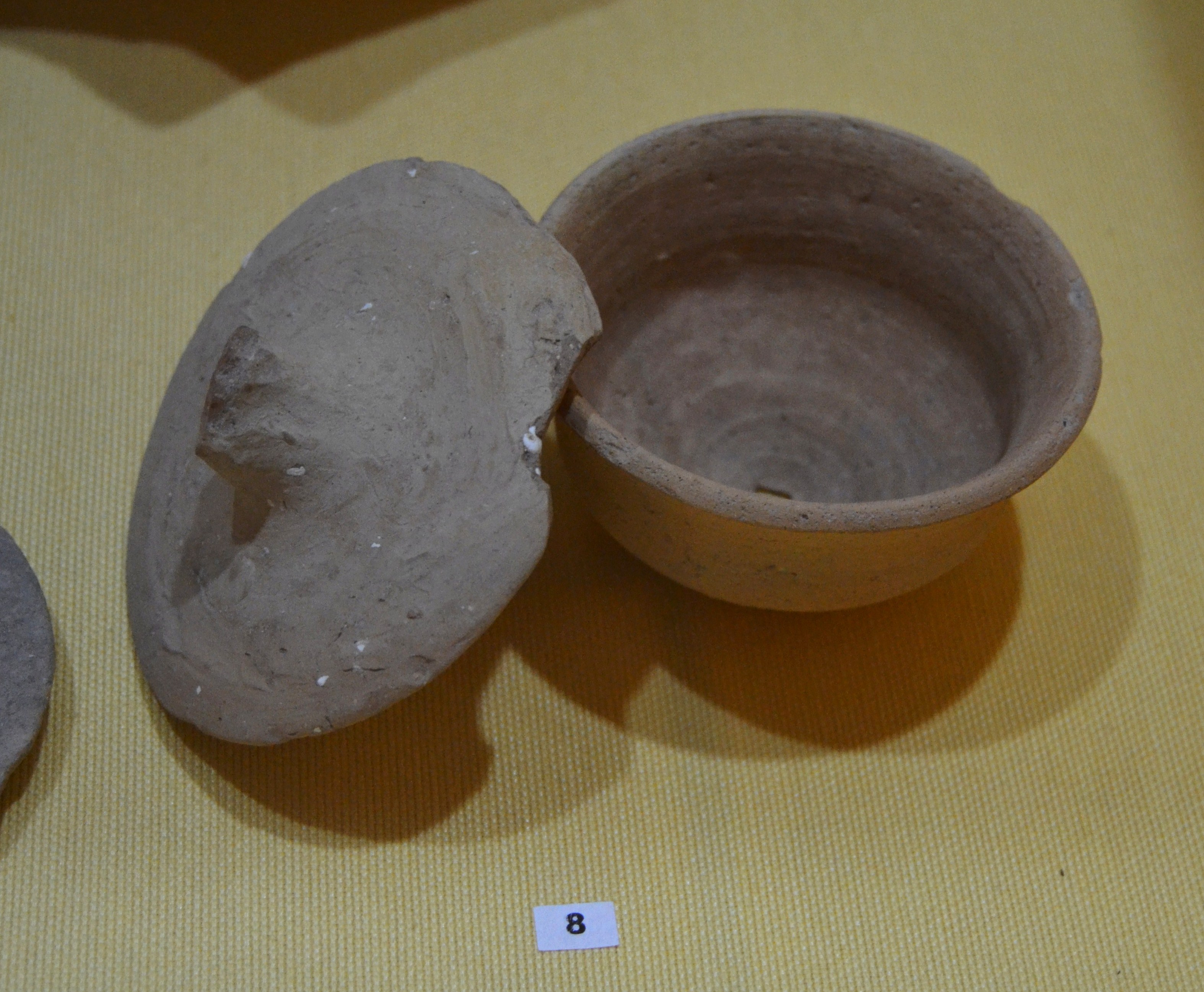